# Leioproctus cardaleae
Leioproctus cardaleae là một loài Hymenoptera trong họ Colletidae. Loài này được Maynard mô tả khoa học năm 1997.